# Rudolf von Bergius
Karl Rudolf Bergius, seit 1889 von Bergius (* 28. Juli 1824 in Marienwerder; † 28. Januar 1905 in Berlin) war ein preußischer Generalmajor.

## Leben

### Herkunft
Rudolf war ein Sohn des Geheimen Regierungsrates Wilhelm Friedrich Bergius (1785–1877) und dessen Ehefrau Amalie Elisabeth, geborene Le Coq (1798–1835).

### Militärkarriere
Nach dem Besuch der Elementarschule und des Gymnasiums in Marienwerder sowie der Petrischule in Danzig trat Bergius am 6. Juni 1844 als Füsilier in das 5. Infanterie-Regiment der Preußischen Armee ein. Er avancierte bis Ende April 1847 zum überzähligen Sekondeleutnant und wurde einen Monat später in den Etat einrangiert. Im Jahr 1848 nahm er an der Niederschlagung des Polnischen Aufstandes in der Provinz Posen, wurde am 1. Oktober 1849 Untersuchungsführender Offizier und am 2. März 1851 zum Adjutanten des II. Bataillons ernannt. Zur weiteren Ausbildung absolvierte Bergius von Oktober 1852 bis September 1855 die Allgemeine Kriegsschule. Nach Beendigung dieses Kommandos war er von Juli 1856 bis Mai 1858 wieder Adjutant des II. Bataillons, stieg anschließend zum Regimentsadjutanten auf und wurde in dieser Eigenschaft Mitte April 1859 Premierleutnant. Mit der Beförderung zum Hauptmann erfolgte am 13. Dezember 1860 seine Ernennung zum Kompaniechef. Anlässlich des Januaraufstandes war Bergius mit seiner Kompanie zur Grenzsicherung bei Ortelsburg eingesetzt.
Im Vorfeld des Deutschen Krieges wurde er am 16. Mai 1866 Kompanieführer beim Ersatz-Bataillon seines Regiments. Aufgrund eines Halsleidens konnte Bergius nicht ins Feld rücken und wurde für die Dauer der Mobilmachung unter Stellung à la suite seines Regiments für eine Hauptmannsstelle des stellvertretenden Generalstabes bestimmt. Vom 11. Juni bis zum 30. September 1866 befand er sich im Großen Hauptquartier und wurde nach dem Krieg am 30. Oktober 1866 als Adjutant der 12. Division kommandiert. Unter Belassung in dieser Stellung erfolgte Ende Juli 1868 seine Versetzung in das 2. Niederschlesische Infanterie-Regiment Nr. 47. Er avancierte am 16. März 1869 zum Major, trat am 8. April 1869 mit der Versetzung in das 2. Westfälische Infanterie-Regiment Nr. 15 in den Truppendienst zurück und wurde nach der Mobilmachung anlässlich des Krieges gegen Frankreich am 12. August 1870 Kommandeur des I. Bataillons. Zwei Tage später wurde er in der Schlacht bei Colombey schwer verwundet. Ein Schuss durch die rechte Hand in den Arm zerschmetterte die Mittelfinger und verletzte den Arm schwer. Infolgedessen konnte er am weiteren Kriegsverlauf nicht teilnehmen, erhielt das Eiserne Kreuz II. Klasse und wurde nach dem Friedensschluss Mitte Juli 1871 Kommandeur des Füsilier-Bataillons.
Von Anfang Dezember 1871 bis Ende Februar 1872 war Bergius Kommandeur des II. Bataillons und wurde anschließend aufgrund seiner schweren Verwundung unter Stellung à la suite seines Regiments in den Nebenetat des Großen Generalstabes versetzt und zunächst der Eisenbahn-Abteilung zugeteilt. Daran schloss sich eine Verwendung bei der III. Abteilung unter Oberst Krause an, der für die Geschäfte des Nachrichtenbüros verantwortlich zeichnete. In dieser Stellung stieg Bergius bis Ende März 1877 zum Oberst auf, erhielt anlässlich des Ordensfestes im Januar 1881 den Kronen-Orden II. Klasse und wurde am 12. Juni 1883 unter Verleihung des Charakters als Generalmajor mit Pension zur Disposition gestellt.
Anlässlich der 200-Jahr-Feier des Grenadier-Regiments „König Friedrich I.“ (4. Ostpreußisches) Nr. 5 erhob Kaiser Wilhelm II. Bergius am 11. März 1889 in den erblichen preußischen Adelsstand. Er starb am 28. Januar 1905 in Berlin und am 1. Februar 1905 auf dem Invalidenfriedhof beigesetzt.
Moltke schrieb am 20. November 1881 in seiner Beurteilung: „Obwohl durch seine schwere Verwundung felddienstunfähig, ist Bergius im übrigen gesund und regsam. Mit meisterhafter Pflichttreue nimmt er seine dienstlichen Obliegenheiten wahr und gewinnt durch die trefflichen Eigenschaften seines Charakters die Achtung und Zuneigung aller, die mit ihm zu tun haben.“

### Familie
Bergius heiratete am 16. Oktober 1862 in Oppin Mathilde von Beurmann (1840–1924), Tochter von Carl Moritz von Beurmann. Das Paar hatte mehrere Kinder:
- Sittah (* 1865)
- Elsa (* 1867) ⚭ Dr. Hermann Balser († 1909), Gymnasialdirektor an der Augustinerschule Friedberg